# Radio Italia Top Estate 2011
Radio Italia Top Estate è una compilation, formata da due cd di 15 brani ognuno, pubblicata il 28 giugno 2011 per la Sony Music. La compilation debutta alla settima posizione della classifica FIMI; la posizione più alta occupata è la quinta durante la nona settimana.

## Tracce

### CD 1
1. Raf - Un'emozione inaspettata  - 3:27
2. Modà - La notte - 3:19
3. Emma - Io son per te l'amore  - 3:47
4. Negrita - Radio Conga - 4:10
5. Giusy Ferreri - Il mare immenso - 3:45
6. Nek - E da qui (Nek e Marco Baroni) - 4:01
7. Annalisa - Diamante lei e luce lui - 3:29
8. Fabri Fibra - Tranne te (Fabri Fibra e Michele Canova Iorfida) - 4:01
9. Cesare Cremonini feat. Malika Ayane - Hello! - 4:01
10. Grido - Fumo e malinconia 4:41
11. Marco Mengoni - Dove si vola - 3:58
12. Francesco Renga - Per farti tornare  - 3:47
13. Alex Britti - Immaturi  - 2:54
14. Eros Ramazzotti feat. Anastacia - I Belong to You (Il ritmo della passione) - 4:26
15. Subsonica - Eden - 4:21

### CD 2
1. Dolcenera - Il sole di domenica - 3:42
2. Zucchero - È un peccato morir - 3:41
3. Alessandra Amoroso - Dove sono i colori  - 3:53
4. Daniele Silvestri - Ma che discorsi  - 3:05
5. Nina Zilli - Bacio d'a(d)dio  - 2:54
6. Tiziano Ferro - E Raffaella è mia  - 3:15
7. Mina e Afterhours - Adesso è facile - 3:49
8. Biagio Antonacci - La rarità  - 3:37
9. Nathalie - Vivo sospesa  - 3:33
10. Luca Dirisio - La pazienza  - 3:46
11. Gianluca Grignani - Romantico Rock Show  - 4:40
12. Marracash feat. Giusy Ferreri - Rivincita - 4:07
13. Max Pezzali - Il mio secondo tempo - 3:57
14. Roy Paci & Aretuska - beleza - 3:30
15. Noemi - Odio tutti i cantanti - 4:36

## Classifica italiana
| Classifica | Posizione più alta |
| ---------- | ------------------ |
| FIMI       | 5                  |